# Мотренко Микола Степанович
Микола Степанович Мотренко (3 серпня 1937, село Качанівка Охтирського району, Сумська область — 6 квітня 2009, Охтирка) — радянський та український журналіст та публіцист, депутат районної ради, член Національної спілки журналістів України.

## Життєпис
Народився 3 серпня 1937 року в селі Качанівка Охтирського району на Сумщині.
Закінчив 10 класів Чупахівської середньої школи (1955). Служив в армії.
Закінчив факультет журналістики Київського університету імені Т. Шевченка (1963).
Друкуватися в районній газеті почав з 12-ти річного віку.
Більшість життя присвятив роботі в Охтирській міськрайонній газеті «Прапор перемоги», був її головним редактором (1975—1990).
Був справжнім наставником для багатьох журналістів, зокрема, Микола Рудаков, Микола Байстрюченко, Наталія Розторгуєва.
Голова Охтирської районної ради Сумської області (1991—2006).
Помер 6 квітня 2009 року і похований в м. Охтирка Сумської області.

## Творча діяльність
Миколі Мотренку належить перший пошуковий матеріал про славного земляка Олексія Береста, розповіді про листування з його донькою, друзями. І вся ця робота дала вагомий результат. Документальна повість «Я прикрию!» (1989) вже витримала два видання, повернула нам легендарну людину, героя штурму фашистського Рейхстагу. Завдяки цьому Олексій Берест став Героєм України (2005).
Мотренко — автор путівника «Охтирка» (Прапор, Харків. 1990). Його письменницькі надбання — це збірка творів: «Романова свіча» і «Кононові криниці» (2000), повість в шістнадцяти новелах «Хто в мене батько?» (2003). І роман під назвою «Винна яблуня» (2006). Книга, яка є значною для культури краю і своєрідним підсумком життя і творчості автора. До книги також увійшли «Сільські новели» — розповідь про давнє і сьогоднішнє у рідному авторові краї. В них — тривога про майбутнє села і країни.

## Громадська діяльність
Довгі роки М. С. Мотренко обирався депутатом районної ради, був заступником голови Охтирської районної Ради.
Присвоєно почесне звання «Людина року Охтирського району» (2006).
Член Національної спілки журналістів України.

## Книжки
- Я прикрию! : розповідь про лейтенанта О. П. Береста / М. С. Мотренко. — Харків: Прапор, 1989. — 138,[2] с.; 17 см;     ISBN 5-7766-0097-9
- Охтирка: путівник / М. С. Мотренко. — Харків: Прапор, 1990. — 126,[1] с. : іл.; 17 см; ISBN 5-7766-0205-X
- Мотренко М. С..Романова свіча. Кононова криниця.-Суми: Мрія-1,.2000.-124 с.
- Мотренко М. С.Я прикрию!. — Суми: Мрія-1, 2005. -144 с.,іл.